# St. Georg (Steigra)

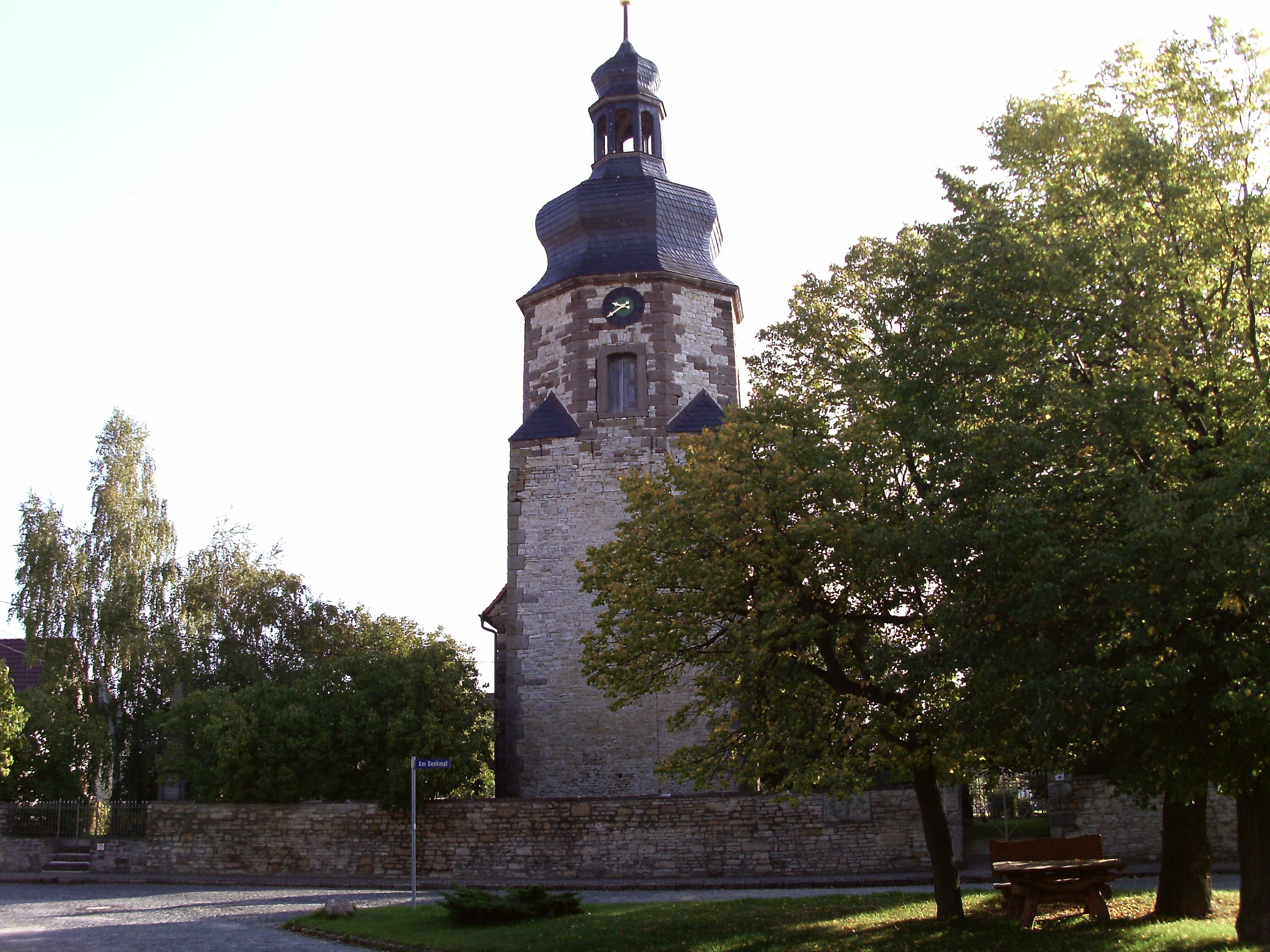
St. Georg in Steigra

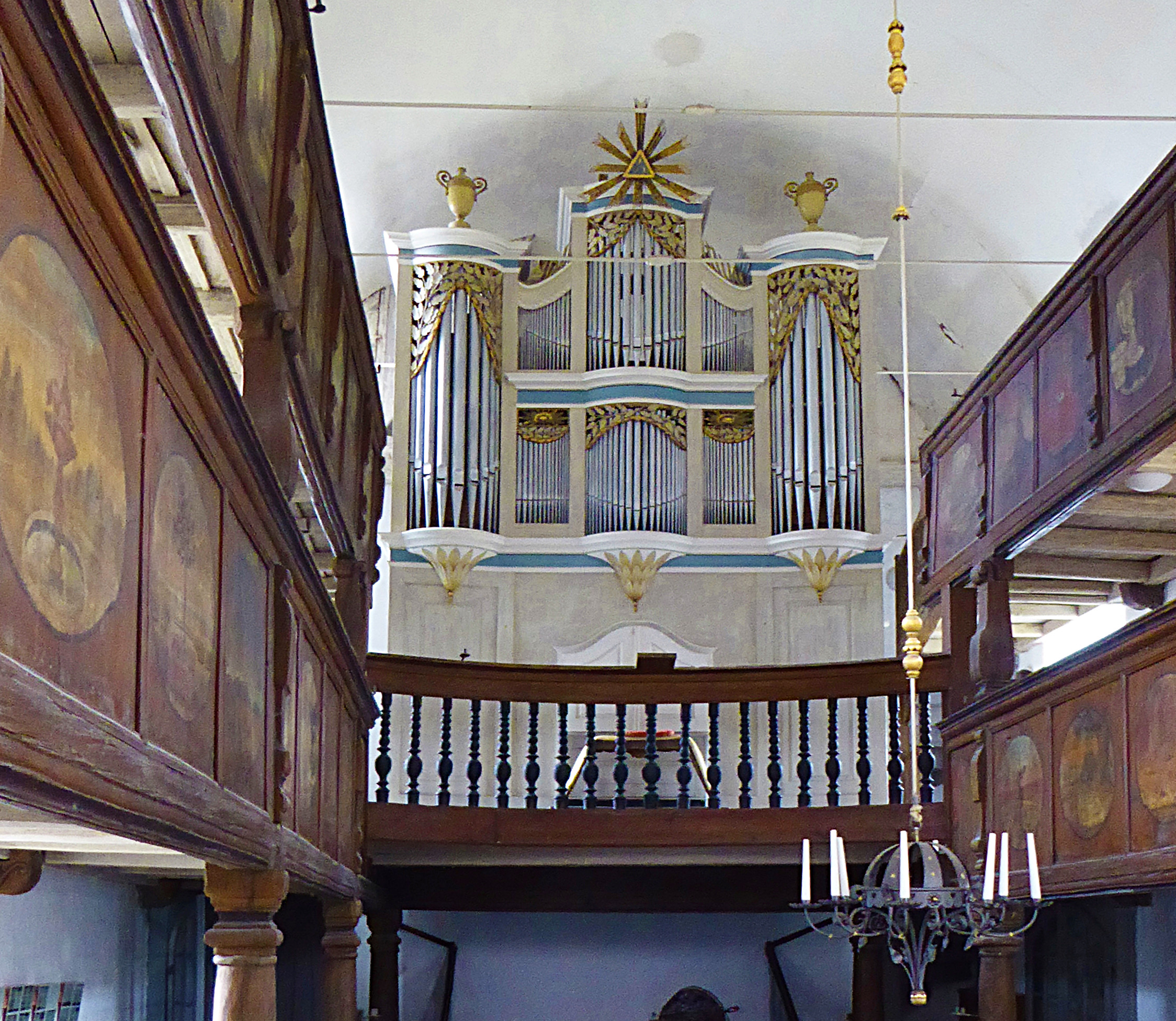
Orgel

St. Georg ist eine denkmalgeschützte evangelische Kirche in der Gemeinde Steigra in Sachsen-Anhalt. Im örtlichen Denkmalverzeichnis ist sie unter der Erfassungsnummer 094 06039 als Baudenkmal verzeichnet.

## Geschichte
Patron des Sakralgebäudes ist der heilige Georg. Schon um 1200 befand sich in Steigra eine Pfarrkirche, u. a. mit Kalzendorf und Jüdendorf als Filialen. Nach dem Dreißigjährigen Krieg wurde das Kirchenschiff quasi neu erbaut und der Turm mit einer welschen Haube samt Laterne versehen. Auch die Innenausstattung stammt aus dieser Zeit. 1870 wurde der Turm erneuert und das Innere neu ausgemalt. Nach 1990 wurde die Kirche umfassend saniert. Sie wird heute regelmäßig für Gottesdienst und Konzert genutzt.

## Architektur und Ausstattung
Die Kirche ist ein einschiffiger Saalbau mit Segmentbogenfenstern und geradem Ostabschluss. Der Turm besitzt einen quadratischen Grundriss mit Eckquaderungen, der nach oben in eine oktogonale Glockenstube mit schiefergedeckter welscher Haube mündet. Das Innere wird von einer Tonnendecke überspannt. Die Emporen sind doppelgeschossig und zeigen in ihren Feldern Gemälde nach dem Buch „Vier wahre Bücher des Christentums“ von Johann Arndt. Der Kanzelaltar besitzt marmorierte ionische Säulen sowie seitliche Verschläge. Zwei lebensgroße Figuren flankieren den Altar, dessen Kanzelkorb mit einer Spruchplakette versehen ist. Vasenzier und eine Darstellung Christi bekrönen den Altar. Das Taufbecken ist floral verziert.

## Orgel
Die heutige Orgel wurde durch Gottlieb Schönburg geschaffen. Das Instrument besitzt 22 klingende Stimmen auf zwei Manualen und Pedal. Derzeit ist die Orgel wegen eines Schadens an der Windanlage nur bedingt spielbar.

## Glocken
Die Kirche besitzt seit 1917, als zwei Glocken zu Kriegszwecken eingezogen wurden, nur noch eine Glocke, die 1786 mit ca. 700 kg Gewicht durch die Gießerei Ulrich aus Laucha geschaffen wurde. Das elektrisch geläutete Instrument erklingt mit dem Nominal e′. Derzeit wird die Anschaffung einer zweiten, gebrauchten Glocke in Erwägung gezogen.